# Yder
Yder ou Le roman d'Yder (ou encore, selon l'intitulé du manuscrit, Le roman du roi Yder), est un roman en vers anonyme, écrit en ancien français et datant du premier quart du XIIIe siècle ; il fait partie du cycle arthurien. Ce texte nous est parvenu dans un seul manuscrit, lequel est conservé à l'université de Cambridge. Il se révèle étroitement lié à la célèbre sculpture arthurienne de la cathédrale de Modène.

## Résumé
L'unique manuscrit racontant l'histoire d'Yder est acéphale : tout le début manque (environ 1000 vers). Le reste, complet, compte 6769 vers octosyllabes.
Yder est un jeune prince ignorant de son lignage, qui se rend un jour à la cour du roi Arthur afin d'être fait chevalier. La reine Guenièvre n'étant pas insensible à son charme, Yder provoque la jalousie d'Arthur, de Gauvain et du sénéchal Keu, et le roi lui-même refuse de l'adouber avant qu'il ait prouvé sa valeur. Un jour, alors qu'Yder se trouve dans une chambre en compagnie notamment de Guenièvre et de Gauvain, le vieil ours de la ménagerie royale (aveugle et guidé par son odorat) s'échappe et les attaque. Gauvain est désarmé et ne peut rien faire, mais Yder combat la bête à mains nues et parvient à la saisir par la tête et le cou, puis à la précipiter dans le vide. L'ours s'écrase sur des rochers et les chiens se jettent sur lui. Cet exploit lui vaut l'admiration de toute la cour, notamment des dames et de Guenièvre. Yder se réconcilie avec Gauvain et vit d'autres aventures. Il est amené à se battre longuement en duel avec un chevalier qu'il ignore être son père le roi Nuc : le combat ne prend fin qu'au moment où Nuc, grâce à un anneau que porte son adversaire, reconnaît en celui-ci son fils. La demoiselle dont Yder est épris, Guenloie, lui assigne pour épreuve de tuer deux géants et de lui rapporter leur couteau. Yder part accompagné de Keu, qui le laisse lâchement affronter seul les géants. Yder n'en triomphe pas moins et s'empare du couteau, mais Keu jaloux l'empoisonne. Laissé pour mort, Yder est secouru et guéri par un charitable roi d'Irlande et ses deux fils. Il regagne la cour d'Arthur à « Carlion » (= Caerleon) ; Keu, confondu, prend la fuite. Arthur adoube Yder chevalier, le fait roi et lui permet d'épouser Guenloie, bien qu'il lui garde encore rancune.

## Analyses
Selon l'analyse d'Alison Adams, l'un des épisodes préfigure la scène de la tentation de Sire Gauvain et le chevalier vert, et le fond celtique du récit se laisse aisément percevoir. Le roman est également proche, par son style et parfois par son contenu, de l'œuvre de Chrétien de Troyes. 
Michel Pastoureau voit dans l'épisode de l'ours « le cœur du roman » et pense qu'il fait écho à des rites de passage semblables à ceux qui sont attestés dans la Germanie à l'époque du paganisme nordique. L'ours a dans Yder le statut d'un animal royal qu'Arthur (le roi-ours) se doit de posséder dans sa ménagerie. De plus, la symbolique de l'ours est ici particulièrement transparente, puisque l'animal est attiré par les femmes et se guide à leur odeur. 
Enfin, Yder est, et de loin, le roman de la Table Ronde dans lequel le roi Arthur apparaît sous le jour le plus défavorable : il y est caractérisé par un mélange de jalousie, de mesquinerie et de déloyauté, et sa cour même manque de grandeur et de majesté.